# بیابان تنگر
بیابان تِنگِر (به چینی: 騰格里沙漠) یک منطقه خشک است که حدود ۳۶٬۷۰۰ کیلومتر مربع را دربر می‌گیرد و بیشتر آن در مغولستان داخلی در چین است. مساحت این بیابان در حال گسترش است. بیابان تنگر ۱٬۴۰۰ متر بالاتر از سطح دریا واقع شده‌است. بیابان تنگر به معنی «بیابان آسمان» است. بیابان تنگر ۳۶٬۷۰۰ کیلومتر مربع مساحت دارد.
نام تنگر از زبان مغولی گرفته شده و به معنی «آسمان» است.

## دریاچه‌های اصلی
دریاچه قو معروف‌ترین دریاچه در بین دریاچه‌های داخلی بیابان تنگر است. در امتداد ساحل دریاچه درختان عناب شنی زیادی وجود دارد. بسیاری از قوها در اواخر مارس و اوایل آوریل در اینجا می‌خوابند و حضور دارند. در مسیر شمال به جنوب برای گذراندن زمستان در اینجا استراحت می‌کنند. دریاچه ماه است که در حدود ۳۵ کیلومتری (۲۲ مایل) از دریاچه قو قرار دارد. نیمی از دریاچه را آب شیرین و بخشی دیگر را آب شور تشکیل می‌دهد. شکل دریاچه ماه شبیه نقشه چین است.

## بیابان‌زایی و بیابان‌زدایی
گسترش مساحت بیایان تنگر و همسایه آن، یعنی بیابان باداین جاران، از دهه ۱۹۵۰ آشکار شد. در آن زمان حجم زیادی از آب رودخانه‌های منطقه برای توسعه کشاورزی منحرف شد و بخش‌های عظیمی از جنگل‌های ناحیه نیز بریده شد.
از سال ۱۹۵۸، دولت‌های محلی ساکنان را برای جنگل‌کاری بسیج کرده‌اند تا از گسترش بیابان جلوگیری کنند. تا سال ۲۰۰۴، گسترش بیابان در برخی مناطق ۱۰ متر در سال برآورد شد. در سال ۲۰۰۷، یک سازمان غیرانتفاعی که توسط ساکنان شهرستان مینچین تأسیس شد، خندق‌های مربع‌شکلی را با یونجه و علف ایجاد کرد که بعداً برای تثبیت تپه‌های شنی با کاشت درخت تاغ استفاده شد. در سال ۲۰۱۰، دولت‌های مرکزی و منطقه‌ای یک برنامه پنج ساله احیای جنگل را برای ایجاد کمربند سبز ۲۰۲ کیلومتری بین بیابان‌های تنگر و باداین جاران اعلام کردند. تخمین زده شد که این پروژه ۲۸۰ میلیون یوآن بودجه دریافت کند و شامل جابه‌جایی هزار نفر از ساکنان باشد.